# Burg Kreuzenstein
Burg Kreuzenstein är ett slott i Österrike.   Det ligger i distriktet Korneuburg och förbundslandet Niederösterreich, i den nordöstra delen av landet, 20 km norr om huvudstaden Wien. Burg Kreuzenstein ligger 234 meter över havet.
Terrängen runt Burg Kreuzenstein är platt åt nordväst, men åt sydost är den kuperad. Runt Burg Kreuzenstein är det ganska tätbefolkat, med 111 invånare per kvadratkilometer.. Närmaste större samhälle är Wien, 19,8 km söder om Burg Kreuzenstein. 
Trakten runt Burg Kreuzenstein består till största delen av jordbruksmark.